# The 10 Year Limited Edition Anniversary Box Set
 (février 2018).
Si vous disposez d'ouvrages ou d'articles de référence ou si vous connaissez des sites web de qualité traitant du thème abordé ici, merci de compléter l'article en donnant les références utiles à sa vérifiabilité et en les liant à la section « Notes et références ».
Albums de Blur
13
(1999) Blur: The Best of
(2000)
The 10 Year Limited Edition Anniversary Box Set est un coffret compilation de disques, sorti en septembre 1999, en édition limitée, comme l'indique son titre, à l'occasion du 10e anniversaire du groupe de rock britannique Blur.

## Présentation
Ce coffret contient 22 CD sur lesquels sont enregistrées 126 singles et "faces B", provenant des EP officiels parus depuis leur premier album Leisure, en 1990, jusque  13, en 1999.
Cette compilation regroupe, donc, tous les singles commercialisés au Royaume-Uni sur cette période dans les différents formats (c.-à-d. CD, 7", 12", cassette single) à l'exception du dernier d'entre eux, No Distance Left to Run, qui ne contient, ici, qu'un seul titre "face B", le single officiel n'étant sorti qu'après ce coffret, en novembre, avec trois chansons supplémentaires.
Les singles « Fanclub », promotionnels et ceux sortis dans d'autres pays ne sont pas inclus.
Un livret d'album complet est inclus avec des illustrations inédites et inutilisées, conçues pour les pochettes respectives des singles. Sur la couverture arrière intérieure de ce livret est estampillé le numéro de chaque édition limitée.

## Liste des titres
Toutes les paroles sont écrites par Damon Albarn, toute la musique est composée par Blur.
| 1. | She's So High (Edit) | 3:50 |
| 2. | I Know               | 3:32 |
| 3. | Down                 | 5:57 |
| 4. | Sing                 | 6:01 |
| 5. | I Know (Extended)    | 6:29 |

| 1. | There's No Other Way                    | 3:14 |
| 2. | Inertia                                 | 3:51 |
| 3. | Mr. Briggs                              | 3:59 |
| 4. | I'm All Over                            | 2:00 |
| 5. | There's No Other Way (Blur remix)       | 5:04 |
| 6. | Won't Do It                             | 3:19 |
| 7. | Day Upon Day (Live)                     | 4:01 |
| 8. | There's No Other Way (Extended version) | 4:04 |

| 1. | Bang            | 3:35 |
| 2. | Explain         | 2:45 |
| 3. | Luminous        | 3:14 |
| 4. | Berserk         | 6:53 |
| 5. | Bang (Extended) | 4:27 |
| 6. | Uncle Love      | 2:31 |

| 1. | Popscene       | 3:16 |
| 2. | Mace           | 3:26 |
| 3. | Badgeman Brown | 4:48 |
| 4. | I'm Fine       | 3:02 |
| 5. | Garden Central | 5:59 |

| 1. | For Tomorrow (Single version)                  | 4:20 |
| 2. | Into Another                                   | 3:54 |
| 3. | Hanging Over                                   | 4:27 |
| 4. | Peach                                          | 3:57 |
| 5. | Bone Bag                                       | 4:03 |
| 6. | When the Cows Come Home                        | 3:50 |
| 7. | Beachcoma                                      | 3:38 |
| 8. | For Tomorrow (Acoustic version)                | 4:41 |
| 9. | For Tomorrow (Visit to Primrose Hill extended) | 6:00 |

| 1. | Chemical World (Single edit)                            | 3:54 |
| 2. | Young and Lovely                                        | 5:04 |
| 3. | Es Schmecht                                             | 3:39 |
| 4. | My Ark                                                  | 5:59 |
| 5. | Maggie May                                              | 4:05 |
| 6. | Chemical World (Reworked)                               | 3:47 |
| 7. | Never Clever (Live at Glastonbury Festival, 1992)       | 2:28 |
| 8. | Pressure on Julian (Live at Glastonbury Festival, 1992) | 5:00 |
| 9. | Come Together (Live at Glastonbury Festival, 1992)      | 3:30 |

| 1. | Sunday Sunday                       | 2:38 |
| 2. | Dizzy                               | 3:25 |
| 3. | Fried                               | 2:34 |
| 4. | Shimmer                             | 4:40 |
| 5. | Long Legged                         | 2:24 |
| 6. | Mixed Up                            | 3:01 |
| 7. | Tell Me Tell Me                     | 3:37 |
| 8. | Daisy Bell (A Bicycle Made for Two) | 2:49 |
| 9. | Let's All Go Down the Strand        | 3:42 |

| 1. | Girls and Boys                                                                | 4:21 |
| 2. | Magpie (contient des paroles extraites du poème Poison Tree de William Blake) | 4:16 |
| 3. | Anniversary Waltz                                                             | 1:23 |
| 4. | People in Europe                                                              | 3:29 |
| 5. | Peter Panic                                                                   | 4:23 |

| 1. | To the End                             | 3:53 |
| 2. | Girls and Boys (Pet Shop Boys 7" mix)  | 4:04 |
| 3. | Girls and Boys (Pet Shop Boys 12" mix) | 7:16 |
| 4. | Threadneedle Street                    | 3:19 |
| 5. | Got Yer!                               | 1:48 |

| 1. | Parklife                     | 3:07 |
| 2. | Beard                        | 1:46 |
| 3. | To the End (French version)  | 4:06 |
| 4. | Supa Shoppa                  | 3:03 |
| 5. | Theme From an Imaginary Film | 3:34 |

| 1. | End of a Century | 2:47 |
| 2. | Red Necks        | 3:04 |
| 3. | Alex's Song      | 2:42 |

| 1. | Country House                                                           | 3:59 |
| 2. | One Born Every Minute                                                   | 2:18 |
| 3. | To the End (feat. Françoise Hardy) (La Comédie)                         | 5:07 |
| 4. | Country House (Live from Mile End Stadium, 17 juin 1995, for Radio One) | 5:02 |
| 5. | Girls and Boys (Live from Mile End Stadium, 17/06/1995, for Radio One)  | 5:08 |
| 6. | Parklife (Live from Mile End Stadium, 17/06/1995, for Radio One)        | 4:14 |
| 7. | For Tomorrow (Live from Mile End Stadium, 17/06/1995, for Radio One)    | 7:36 |

| 1. | The Universal                                           | 4:01 |
| 2. | Ultranol                                                | 2:43 |
| 3. | No Monsters In Me                                       | 3:39 |
| 4. | Entertain Me (Live It! remix)                           | 7:20 |
| 5. | The Universal (Live for BBC Radio 1, 7 septembre 1995)  | 4:11 |
| 6. | Mr Robinson's Quango (Live for BBC Radio 1, 07/09/1995) | 4:17 |
| 7. | It Could Be You (Live for BBC Radio 1, 07/09/1995)      | 3:18 |
| 8. | Stereotypes (Live for BBC Radio 1, 07/09/1995)          | 3:12 |

| 1. | Stereotypes              | 3:12 |
| 2. | The Man Who Left Himself | 3:21 |
| 3. | Tame                     | 4:47 |
| 4. | Ludwig                   | 2:24 |

| 1. | Charmless Man | 3:34 |
| 2. | The Horrors   | 3:18 |
| 3. | A Song        | 1:45 |
| 4. | St. Louis     | 3:12 |

| 1. | Beetlebum                        | 5:06 |
| 2. | All Your Life                    | 4:11 |
| 3. | A Spell for Money                | 3:32 |
| 4. | Beetlebum (Mario Caldato Jr mix) | 5:04 |
| 5. | Woodpigeon Song                  | 1:42 |
| 6. | Dancehall                        | 3:12 |

| 1. | Song 2                                                                    | 2:02 |
| 2. | Bustin' + Dronin'                                                         | 6:32 |
| 3. | Country Sad Ballad Man (Live acoustic version, Viva TV Niteclub, Germany) | 5:00 |
| 4. | Get Out of Cities                                                         | 4:02 |
| 5. | Polished Stone                                                            | 2:43 |

| 1. | On Your Own                                    | 4:28 |
| 2. | Chinese Bombs (Live at Peel Acres, 8 mai 1997) | 1:15 |
| 3. | Movin' On (Live at Peel Acres, 08/05/1997)     | 3:21 |
| 4. | M.O.R. (Live at Peel Acres, 08/05/1997)        | 2:59 |
| 5. | Popscene (Live at Peel Acres, 08/05/1997)      | 3:05 |
| 6. | Song 2 (Live at Peel Acres, 08/05/1997)        | 1:50 |
| 7. | On Your Own (Live at Peel Acres, 08/05/1997)   | 4:47 |

| 1. | M.O.R. (Alan Moulder Road version)   | 3:14 |
| 2. | Swallows in the Heatwave             | 2:33 |
| 3. | Movin' On (William Orbit remix)      | 8:00 |
| 4. | Beetlebum (Moby's Minimal House mix) | 6:16 |

| 1. | Tender      | 7:42 |
| 2. | All We Want | 4:34 |
| 3. | Mellow Jam  | 3:56 |
| 4. | French Song | 8:20 |
| 5. | Song 2      | 2:01 |

| 1. | Coffee + TV (Radio edit)                        | 5:20 |
| 2. | Trade Stylee (Alex's Bugman remix)              | 5:59 |
| 3. | Metal Hip Slop (Graham's Bugman remix)          | 4:27 |
| 4. | X-offender (Damon/Control Freak's Bugman remix) | 5:43 |
| 5. | Coyote (Dave's Bugman remix)                    | 3:49 |

| 1. | No Distance Left to Run  | 3:28 |
| 2. | Tender (Cornelius remix) | 5:23 |

## Membres du groupe
- Damon Albarn : chant, claviers, guitare
- Graham Coxon : chant, guitare
- Alex James : basse, guitare
- Dave Rowntree : batterie